# VelociCoaster
VelociCoaster is een stalen lanceerachtbaan in het Amerikaanse attractiepark Universal's Islands of Adventure. De achtbaan is op 10 juni 2021 geopend in het themagebied Jurassic Park. De achtbaan staat in het teken van de franchise omtrent Jurassic Park.

## Geschiedenis
De eerste 'aankondiging' van de attractie stamt uit 2018. Het attractiepark startte een project onder de naam Project 791, waarna gestart werd met het verwijderen van de attractie Triceratops Encounter en er in 2019 bouwhekken verschenen. In juni 2019 werden de eerste baandelen van de achtbaan op het bouwterrein afgeleverd. Een maand later registreerde Universal VelociCoaster als handelsnaam. Het jaar daarop werd de achtbaan 'in elkaar gezet'. Hierna werd begonnen met het plaatsen van de decoratie. Vanwege de coronacrisis in de Verenigde Staten werd de bouw van VelociCoaster tijdelijk stil gelegd. In september 2020 werd de attractie officieel door Universal aangekondigd. Eind van dat jaar werd begonnen met het maken van testritten.

## Afbeeldingen

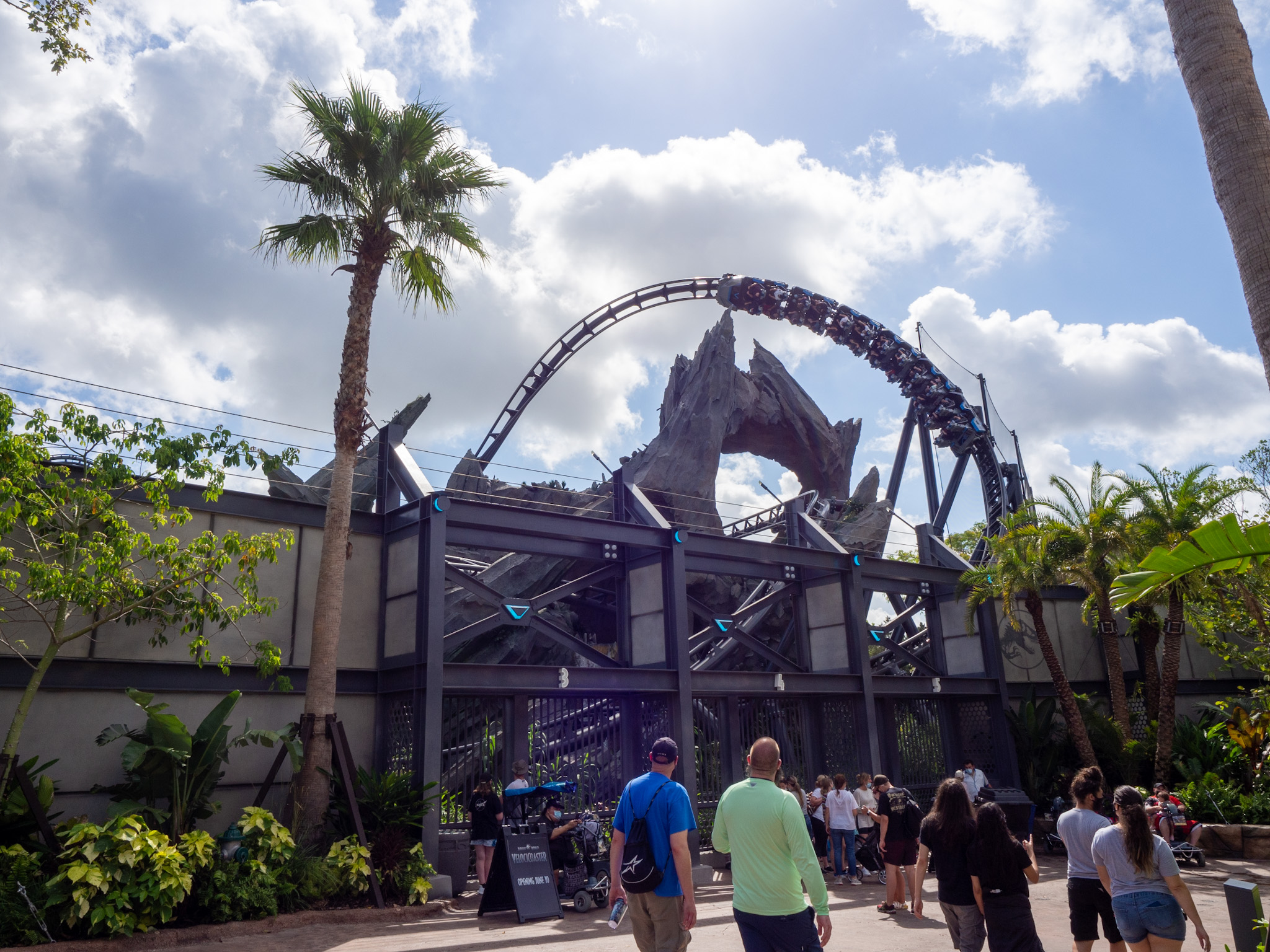
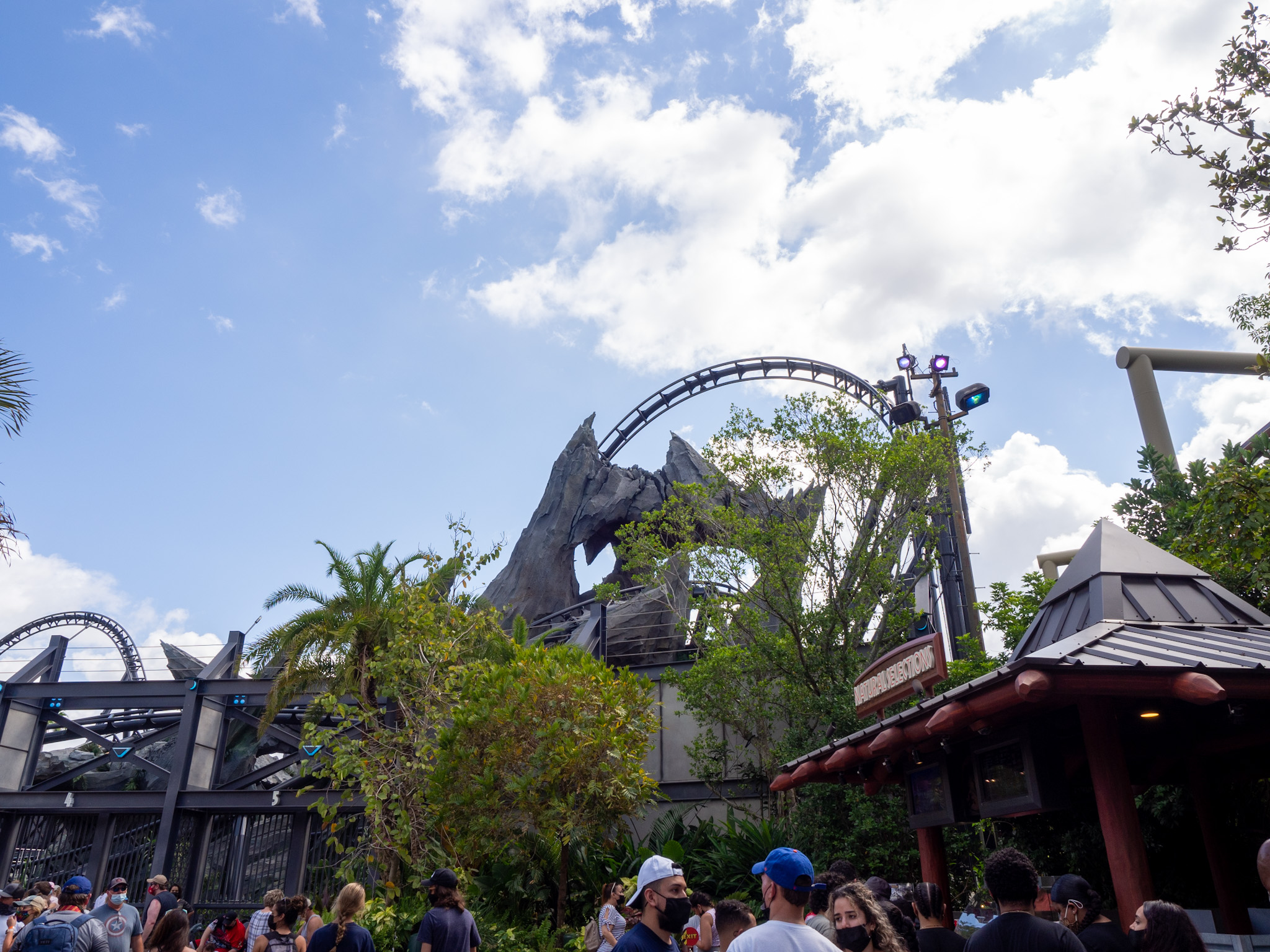
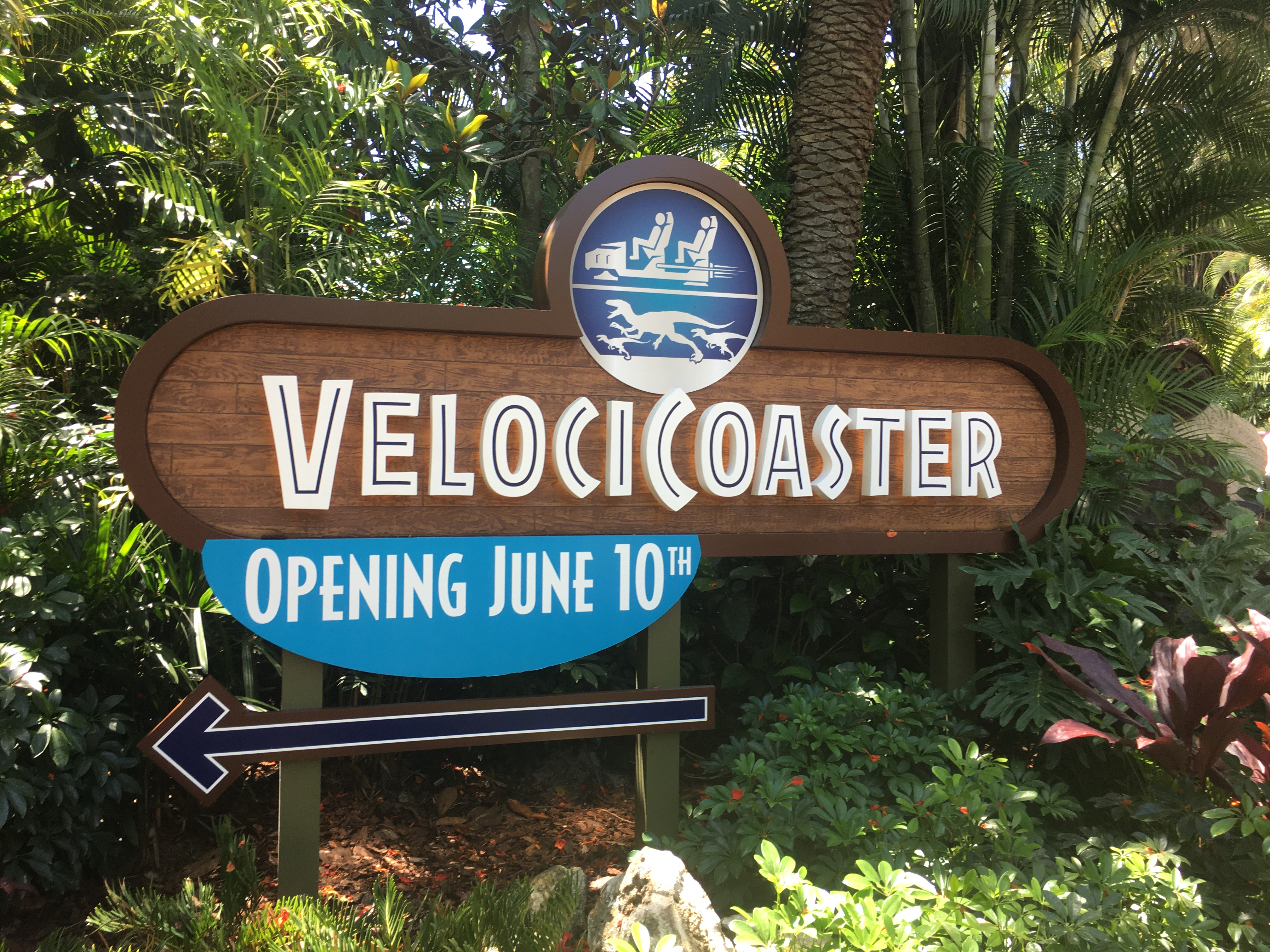

## Technisch
Tijdens een rit in de achtbaan bereikt men een hoogte van 47 meter en behaalt de trein een topsnelheid van 110 km/u. In het 1,4 kilometer lange traject bevinden zich vier inversies. De achtbaan is een stalen lanceerachtbaan van het Zwitserse bedrijf Intamin. Elke trein biedt plaats voor 24 personen.